# گراند-واله، کبک
گراند-واله (به فرانسوی: Grande-Vallée) شهری در منطقه شهری لا کوت-دو-گاسپه ناحیه گاسپزی-ایل-دو-لا-مادلن در استان کبک کانادا است. در سرشماری سال ۲۰۱۱ این شهر ۱٬۲۶۱ نفر جمعیت داشته‌است و مساحت آن ۱۵۴٫۶۷ کیلومتر مربع است.